# Trujillo (Bundesstaat)
Trujillo ist ein Bundesstaat im Westen Venezuelas, der in den Anden liegt. Er grenzt im Westen an Mérida, im Süden an Apure und Barinas, im Osten an Lara und im Norden an Falcón und Zulia.
Seine Fläche beträgt 7400 km² und er hat ungefähr 840.600 Einwohner.
Er ist nach seiner Hauptstadt Trujillo benannt, die wiederum nach dem Geburtsort von Francisco Pizarro benannt ist.
Die größte Stadt des Bundesstaates ist Valera.

## Verwaltungsgliederung
Trujillo ist in die folgenden Bezirke (Municipios) eingeteilt:
1. Andrés Bello (Santa Isabel)
2. Boconó (Boconó)
3. Bolívar (Sabana Grande)
4. Candelaria (Chejendé)
5. Carache (Carache)
6. Escuque (Escuque)
7. José Felipe Márquez Cañizales (El Paradero)
8. José Vicente Campo Elías (Campo Elías)
9. La Ceiba (Santa Apolonia)
10. Miranda (El Dividive)
11. Monte Carmelo (Monte Carmelo)
12. Motatán (Motatán)
13. Pampán (Pampán)
14. Pampanito (Pampanito)
15. Rafael Rangel (Betijoque)
16. San Rafael de Carvajal (Carvajal)
17. Sucre (Sabana de Mendoza)
18. Trujillo (Trujillo)
19. Urdaneta (La Quebrada)
20. Valera (Valera)